# Dante Castro Arrasco
Dante Castro Arrasco (Callao, 1959) es un escritor, columnista, periodista y profesor universitario peruano. Ha sido ganador del Premio Literario Casa de Las Américas, Premio Nacional de Educación, Premio Copé, entre otros. Fue secretario general del Movimiento de Liberación 19 de julio (ML-19).

## Biografía
Estudió la carrera de Derecho en la Pontificia Universidad Católica del Perú, y al mismo tiempo Literatura en la Universidad Nacional Mayor de San Marcos. Fue representante de la Federación de Estudiantes del Perú (FEP) ante la Organización Continental Latinoamericana de Estudiantes (OCLAE), con sede en Cuba.
Al viajar en 1992 a Cuba estudió cursos de postgrado de Literatura en la Universidad de La Habana. A su regreso al Perú, se licenció en Educación, con especialidad en Lengua y Literatura, en la Universidad Nacional Mayor de San Marcos. 
Su narrativa destaca por el aire sombrío, descarnado y directo con el que trata ciertos temas como la violencia y la guerra sucia en el Perú. Es así que, por ejemplo, el reconocido escritor Marco Martos afirma:

“Todos los cuentos de Dante Castro son de un realismo trabajado en los que se entremezcla la realidad con la fantasía que vive en cada uno de nosotros […]”.

Tiene traducciones de sus obras en idiomas alemán, italiano y quechua. Se desempeña actualmente como docente de Literatura. Como periodista ha trabajado en diversos diarios y revistas de Lima y América Latina. Actualmente, sus narraciones son publicadas en revistas, antologías especializadas y han sido estudiadas en diversas tesis.
En el año 2008, fue parte del foro "La Criminalización de la Protesta Hoy" organizado por CCB-CP.  En las elecciones del 2011, postuló al cargo de congresista por el partido Despertar Nacional, al cual fue invitado, a la par que ostentaba el cargo de secretario general del ML-19. En las elecciones del 2021, postuló al Parlamento Andino por Juntos por el Perú. En el año 2023, conformó el Frente Político Unidad Popular junto a Duberlí Rodríguez, Humberto Morales Ramírez y el docente Juan Raymundo.

## Obras
- Otorongo y otros cuentos 1986
- Parte de Combate Lima, Editorial Manguaré, 1991
- Ausente medusa de cenizas Lima, Editorial Manguaré, 1991
- Tierra de Pishtacos La Habana, Editorial de la Casa de las Américas, obra ganadora del Premio Internacional de Cuento
- Cuando hablan los muertos Premio Nacional de Educación “Horacio 1997”, Ediciones de la Derrama Magisterial, 1998.
- Pepebotas Cuento finalista en el Premio Copé 2002
- Cara Mujer
- Ébano de la noche negra
- La guerra del arcángel San Gabriel 1989
- Sierpe
- In partibus infidelium
- Ultima guagua en La Habana
- Prosas Paganas
- El tiempo del dolor (cuento)
- Shushupe (cuento)
- Demonio de monte 2012
- Libertad restringida 2013
- Gordas al amanecer 2014

## Premios
A lo largo de su carrera, Dante Castro ha recibido distinciones en concursos literarios, entre los que destacan: 
- Premio Copé (Petroperú, 1987).
- Premio Inca Garcilaso de la Vega (Casa de España y Embajada de España, 1988).
- Premio Internacional Casa de las Américas (La Habana, 1992).
- Premio César Vallejo (El Comercio, 1994).
- Premio "Cuento de las mil palabras" (Caretas, 1995 y 1997).
- Premio Nacional de Educación "Horacio 97" (Lima, 1997).

## Controversias
Según Waynakuna, Castro escribió un artículo para el Diario Internacional donde calificó al emerretista Néstor Cerpa Cartolini como mártir. Además de otro artículo para Rebelión donde presuntamente da a entender que se ha estado realizando homenajes a los emerretistas abatidos tras la toma de la residencia del embajador de Japón en 1997.